# 组态相互作用方法
组态相互作用方法（Configuration interaction）是一种后哈特里-福克方法，求解的是多电子体系在波恩-奥本海默近似下的非相对论薛定谔方程。“构型相关”有两层含义：“构型" 从数学角度简洁的表述了它是描述波函的斯雷特行列式的线性耦合。根据轨道占据的规则 (例如, (1s)2(2s)2(2p)1...)，“相关”的意思是不同电子构型（态）之间的混合（相互作用）。由于CI计算的CPU计算时间很长以及需要巨大的硬件资源，所以这个方法只能用于相对较小的体系。
与Hartree-Fock方法相比，为了计入电子相关作用，CI方法使用了由组态态函数（CSF）线性耦合得到的变分波函数，而这些组态态函数是由自旋轨道（用上标SO表示）构建的。
{\displaystyle \Psi =\sum _{I=0}c_{I}\Phi _{I}^{SO}=c_{0}\Phi _{0}^{SO}+c_{1}\Phi _{1}^{SO}+{...}}
在这里， Ψ通常是指体系的电子基态。如果展开项包括了合适对称性的所有可能的 CSF, 则就是完全组态相互作用，它可以准确的求解由单粒子基组限定的空间内的电子薛定谔方程。上述展开项中的第一个就是Hartree-Fock行列式. 其他的构型态函数可以通过虚轨道和Hartree-Fock行列式中的自旋轨道交换的数目来表征。如果仅有一个自旋轨道不一样，我们就称它为单激发行列式。如果有两个自旋轨道不一样，就是双激发行列式，其余的以此类推。例如，CID方法只包含双重激发项，CISD方法包含单激发和双激发项。单激发项不和Hartree-Fock行列式混合。很多标准的程序中都有CID和CISD方法。戴维森校正可以被用于评估相对于CISD能量的矫正以说明更高的激发。求解CI方程的同时，也得到近似的激发态，这些激发态的系数cI是不一样的。
CI程序导致了一个广义矩阵本征值方程:
{\displaystyle \mathbb {H} \mathbf {c} =\mathbf {e} \mathbb {S} \mathbf {c} ,}
在这里c 是系数矢量, e 是本征值矩阵，哈密顿函数和叠代矩阵的原理分别如下,
{\displaystyle \mathbb {H} _{ij}=\left\langle \Phi _{i}^{SO}|\mathbf {H} ^{el}|\Phi _{j}^{SO}\right\rangle },
{\displaystyle \mathbb {S} _{ij}=\left\langle \Phi _{i}^{SO}|\Phi _{j}^{SO}\right\rangle }.
斯莱特行列式根据正交的自旋轨道构建，因此{\displaystyle \left\langle \Phi _{i}^{SO}|\Phi _{j}^{SO}\right\rangle =\delta _{ij}}，即{\displaystyle \mathbb {S} }为单位矩阵从而简化了上述矩阵方程。

## 参阅
- 电子相关
- 多参考态组态相互作用方法 (MRCI)
- 后哈特里-福克方法
- 量子化学